# 皮羅吉夫卡 (巴赫馬奇區)
51°14′9″N 33°0′58″E / 51.23583°N 33.01611°E
皮羅吉夫卡（烏克蘭語：Пирогівка），是烏克蘭北部的村莊，隸屬切爾尼希夫州的尼任區。該村始建於1630年，面積0.29平方公里，海拔高度137米，2006年人口10，人口密度每平方公里35人。